# Plectreuridae
Plectreuridae  (лат.) — семейство аранеоморфных пауков из надсемейства Pholcoidea. 30 современных видов этого семейства распространены на юго-востоке США, в Мексике, Коста-Рике и на Кубе. Останки трёх ископаемых видов обнаружены гораздо шире: в доминиканском и балтийском янтаре и в юрских отложениях северо-восточного Китая.

## Таксономия
Современных и ископаемых представителей объединяют в четыре рода:
- Kibramoa Chamberlin, 1924
  - Kibramoa guapa Gertsch, 1958
  - Kibramoa hermani Chamberlin et Ivie, 1935
  - Kibramoa isolata Gertsch, 1958
  - Kibramoa madrona Gertsch, 1958
  - Kibramoa paiuta Gertsch, 1958
  - Kibramoa suprenans (Chamberlin, 1919)
  - Kibramoa yuma Gertsch, 1958
- Plectreurys Simon, 1893
  - Plectreurys angela Gertsch, 1958
  - Plectreurys ardea Gertsch, 1958
  - Plectreurys arida Gertsch, 1958
  - Plectreurys bicolor Banks, 1898
  - Plectreurys castanea Simon, 1893
  - Plectreurys ceralbona Chamberlin, 1924
  - Plectreurys conifera Gertsch, 1958
  - Plectreurys deserta Gertsch, 1958
  - Plectreurys globosa Franganillo, 1931
  - Plectreurys hatibonico Alayón, 2003
  - Plectreurys ramoa misteca Gertsch, 1958
  - Plectreurys mojavea Gertsch, 1958
  - Plectreurys monterea Gertsch, 1958
  - Plectreurys nahuana Gertsch, 1958
  - Plectreurys oasa Gertsch, 1958
  - Plectreurys paisana Gertsch, 1958
  - † Plectreurys pittfieldi Penney, 2009 — инклюзы в доминиканском янтаре (миоцен)[3];
  - Plectreurys schicki Gertsch, 1958
  - Plectreurys tecate Gertsch, 1958
  - Plectreurys tristis Simon, 1893
  - Plectreurys valens Chamberlin, 1924
  - Plectreurys vaquera Gertsch, 1958
  - Plectreurys zacateca Gertsch, 1958

- † Eoplectreurys Selden et Huang, 2010
  - † Eoplectreurys gertschi Selden et Huang, 2010 — юрские отложения Внутренней Монголии возрастом около 165 млн лет[3];
- † Palaeoplectreurys Wunderlich, 2004
  - † Palaeoplectreurys baltica Wunderlich, 2004 — инклюзы в балтийском янтаре возрастом около 44—49 млн лет (эоцен)[3].